# 蒂日
蒂日（法語：Tigy，法語發音：[tiʒi]）是法国卢瓦雷省的一个市镇，位于该省南部，属于奥尔良区。

## 地理
蒂日（47°47'42"N, 2°11'54"E）面积47.29 平方千米，位于法国中央-卢瓦尔河谷大区卢瓦雷省，该省份为法国中北部省份，北起埃松省，西北接厄尔-卢瓦省，西南接卢瓦-谢尔省，南至涅夫勒省和谢尔省，东临约讷省，东北接塞纳-马恩省。
与蒂日接壤的市镇（或旧市镇、城区）包括：乌夫鲁埃尔莱尚、讷维昂叙利亚斯、锡格卢瓦、科松河畔瓦讷、维埃纳昂瓦勒。

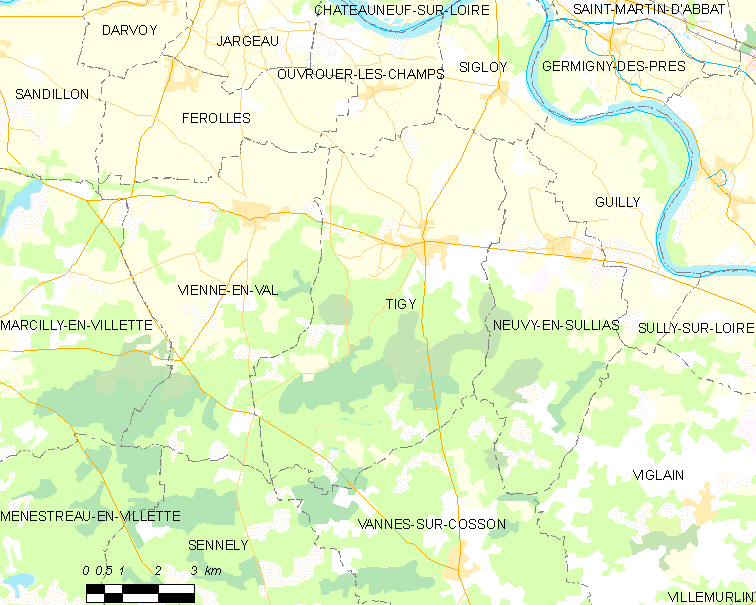
蒂日的OSM定位图

蒂日的时区为UTC+01:00、UTC+02:00（夏令时）。

## 行政
蒂日的邮政编码为45510，INSEE市镇编码为45324。

## 政治
蒂日所属的省级选区为圣让勒布朗县。

## 人口

1962-2008年间蒂日人口变化图示

蒂日于2022年1月1日时的人口数量为2463人。